# Arnould de Saint-Pierre et Saint-Paul
Pour les articles homonymes, voir Arnould et Saint-Pierre et Saint-Paul.
Arnould de Saint-Pierre et Saint-Paul, né en 1641 à Ruremonde (Pays-Bas) et décédé le 2 février 1731 à Parme (Italie) est un prêtre carme déchaux des Pays-Bas méridionaux, auteur d'un ouvrage sur la spiritualité érémitique.

## Biographie
Arnould de Saint-Pierre et Saint-Paul est né en 1641, à Ruremonde, dans les Pays-Bas méridionaux (aujourd'hui Limbourg néerlandais). Entré à Milan chez les carmes déchaussés de la province lombarde, il fait partie de la Congrégation d'Italie, à laquelle appartenaient également les déchaux des provinces belges. C'est ainsi qu'entre 1694 et 1697, il est nommé prieur du 'Désert de Marlagne', près de Namur, un couvent carme à vocation érémitique. Dans ce type d'institution religieuse les Pères carmes menaient une vie exclusivement contemplative, encore plus austère qu'à l'ordinaire. Arnould publiera un témoignage sur cette expérience, avant de décéder à Parme, le 2 février 1731.

## Postérité
Dans ces 'déserts', les seuls entretiens permis entre solitaires consistaient en des conférences portant sur des sujets spirituels et obéissant à un plan rigoureusement préétabli : exposition du sujet, questions oratoires et réponses édifiantes. De ce genre relève l'ouvrage d'Arnould, intitulé Solitarius loquens; en fait une série de conférences, publiées en deux volumes : le premier à Liège en 1698, et le second à Modane en 1722. Quatre ans plus tard, une traduction italienne en sera donnée par Don Ecchero, à Trente, sous le titre Solitario parlante.

### Écrit
- Solitarius loquens, tome I, Liège, 1698, tome II, Modane, 1722.

### Études
- Élisée de la Nativité, « Arnould de Saint-Pierre et Saint-Paul », Dictionnaire de spiritualité ascétique et mystique, Paris, Beauchesne, t. I,‎ 1937 (lire en ligne).